# Пикус, Давид Львович
Давид Львович Пикус (5 сентября 1918 — 13 августа 1990) — советский математик, кандидат физико-математических наук, ученик известного геометра В. Ф. Кагана.
Родился в городе Екатеринославе в семье сапожника. В 1933 году, окончив семилетнюю школу, поступил на 2 курс автогенно-сварочного техникума. Через год поступает на механико-математический факультет Днепропетровского университета, а по окончании его в 1939 году − в аспирантуру этого университета. В аспирантуре он занимается под руководством В. Ф. Кагана, профессора МГУ им. Ломоносова. Одновременно с учебой в аспирантуре работает ассистентом кафедры геометрии и теории функций Днепропетровского университета. Война прервала эти занятия.
В 1939 году он был освобожден от воинской обязанности по состоянию здоровья (потеря зрения в одном глазу на почве голода в детстве), но в 1942 году был признан годным для работы в тылу и призван в армию. Прослужив 10 месяцев, был демобилизован и направлен в эвакуацию в колхоз Узбекистана, где работал в семилетней школе.
В 1944 году возвращается в аспирантуру, теперь уже на кафедру геометрии МГУ, но опять к профессору В. Ф. Кагану, и через год, в 1945 году, защищает кандидатскую диссертацию. Впоследствии работает доцентом в городах Фрунзе, Кишинёве, Пятигорске, Мичуринске, Тамбове, Саранске, Чебоксарах.
Где бы он ни работал, воспитание научной молодёжи было его главной задачей и смыслом жизни. Все своё свободное время он посвящал кружковой и индивидуальной работе со способными к математике студентами, организовывал проведение математических олимпиад для школьников. Среди его воспитанников такие признанные в математическом мире ученые как И. Ц. Гохберг, Ю. И. Петунин, Е. В. Воскресенский.
По автобиографии в архиве Тамбовского государственного технического университета.
По воспоминаниям его ученицы в Тамбовском государственном университете (1956 г. — 1960 г.), доцента Воронежского государственного университета Адамовой (Показеевой) Р. С.

## Труды
- Д. Л. Пикус. Об аксиоме конгруэнтности треугольников в ослабленной формулировке // Успехи математических наук, 1957, том 12, выпуск 3(75). С. 359—362.
- Алгебра и теория чисел: методическая разработка. Ч. 1 / Г. И. Лягина, Д. Л. Пикус. — Чебоксары: Чувашский государственный педагогический университет имени И. Я. Яковлева, 1976. — 232 с. — 1 000 экз.